# Matankari
Matankari es una comuna o municipio del departamento de Dogondoutchi de la región de Dosso, en Níger. En diciembre de 2012 presentaba una población censada de 68 979 habitantes.
Se encuentra situada al suroeste del país, cerca del río Níger, de la frontera con Nigeria, y de la capital nacional, Niamey.